# يانار سو
يانار سو (بالإستونية: Janar Soo)‏ مواليد 17 يناير 1991، هو لاعب كرة سلة إستوني معتزل. بدأ مسيرته الاحترافية في سنة 2008. يبلغ طوله 6 قدم 6 بوصة (2.0 م). اعتزل اللعب في 2017. لعب مع نادي تارتو لكرة السلة في الدوري الإستوني الممتاز لكرة السلة.

## روابط خارجية
- يانار سو على موقع الاتحاد الدولي لكرة السلة (الإنجليزية)
- يانار سو على موقع كرة السلة الأوروبية.كوم (الإنجليزية)
- يانار سو على موقع ريلجم (الإنجليزية)
- يانار سو على موقع بروبوليرز (الإنجليزية)